# Circoscrizioni di Reggio Emilia
La legge n. 42/2010 ha soppresso le circoscrizioni nei comuni con meno di 250.000 abitanti. In precedenza il Comune di Reggio Emilia, dal 17 aprile 2009, era suddiviso in quattro circoscrizioni che raggruppavano i quartieri della città ed anche alcune antiche "Ville" e frazioni storiche. Le "Ville" erano le parrocchie del forese, di cui alcune sono ormai inglobate nella città, a causa dell'espansione del centro abitato.

## Città storica
La Città storica comprendeva il Centro Storico, delimitato dalle antiche mura, e la città novecentesca.
Aveva una popolazione di 24.735 abitanti e una superficie di 3,36 km² per una densità di 7.361,61 ab/Km²

### Gattaglio
Gattaglio (Al Gatâj in dialetto reggiano) è un piccolo quartiere di Reggio Emilia situato ad ovest del centro storico, presso l'ingresso nord del cimitero suburbano. Il Gattaglio si presenta ancora oggi come un gruppo di vecchie case affacciate sul torrente Crostolo. Dal Gattaglio prende il nome il ponte pedonale che congiunge il quartiere ed il cimitero con la riva occidentale del Crostolo

## Circoscrizione Ovest
La Circoscrizione Ovest comprendeva le vecchie circoscrizioni 2 e 3, e le frazioni di Cavazzoli e Roncocesi. Aveva una popolazione di 40.714 abitanti con una superficie di 67,7 km² con una densità di 596,34 ab/Km²

### Bainsizza
Bainsizza (Bainsésa in dialetto reggiano) è un popoloso ed esteso quartiere posto ad ovest del centro storico di Reggio Emilia. Confina a sud con Regina Pacis, a ovest con Pieve Modolena, a nord con la via Emilia e Betonica e ad est con il Crostolo. Il quartiere fu uno dei primi a sorgere fuori dal perimetro delle mura cittadine, già negli anni trenta era uno dei più popolati. La Bainsizza è composta prevalentemente da villette e case popolari. Il nome del quartiere deriva dal nome della strada più importante che l'attraversa verticalmente: via Bainsizza.

### Carrozzone
Carrozzone (Al Carosòun in dialetto reggiano) è situato oltre il torrente Crostolo, fra la via Emilia per Parma e la ferrovia Milano-Bologna, subito prima di Pieve Modolena.
Il quartiere è un agglomerato urbano a tessuto misto, in cui aree residenziali sono affiancate da piccole e medie imprese, grande viabilità di attraversamento e centri direzionali e commerciali. In passato, questa porzione di territorio comunale era appartenuta alla frazione e alla parrocchia di Cavazzoli. Nel 1963 è nata l'attuale parrocchia di San Pio X, posta al centro del quartiere. Sino a pochi anni fa la parte orientale dell'agglomerato urbano era conosciuta come Betonica (il cui nome deriva da una pianta erbacea officinale con foglie rugose e piccoli fiori rossi raccolti in spighe), con riferimento in particolare a un'antica tenuta agricola, oggi scomparsa, posta a nord della ferrovia Reggio-Ciano in prossimità dell'attuale via Soglia.

### Ghiardello
Ghiardello è una piccola località del comune di Reggio Emilia facente parte della villa di San Bartolomeo e situata al confine con il comune di Quattro Castella e la sua più nota frazione di Rubbianino.

### Regina Pacis
Regina Pacis è un quartiere residenziale di Reggio Emilia posto ad ovest del centro storico. Il quartiere sorge lungo via Gorizia, ovvero la provinciale che porta a Cavriago. Il quartiere, composto prevalentemente da palazzine e villette singole, iniziò a sorgere dopo la fine della Seconda guerra mondiale. Su via Gorizia si affaccia la chiesa intitolata a S. Maria Regina della Pace, nota ai reggiani col nome di Regina Pacis. La chiesa innalzata tra il 1947 ed 1957, è a tre navate e presenta una facciata di tipo romanico-moderno composta da blocchi di arenaria.

### Roncina
È un quartiere confinante con il Villaggio Foscato e presenta una chiesa Inaugurata l'11 settembre del 1993 dal Vescovo Paolo Gibertini la Chiesa della Sacra Famiglia di Roncina è stata progettata dall'architetto Ugo Carapezzi.
La precedente opera risaliva al 1952.
Ma come conservare nel tempo una continuità non solo spirituale fra la vecchia e la nuova chiesa per rendere meno sofferto il passaggio dal vecchio a nuovo? La risposta venne dalla felice scelta progettuale di mantenere nella medesima posizione, quale inossidabile memoria dell'antecedente, l'antico muro posto nel presbiterio e su cui è dipinta la tempera di Cavicchioni.
All'interno della chiesa oltre all'affresco di Cavicchioni si nota il quadro della "Madonna della Ghiara" di Antonio Mussini.

### Villaggio Foscato
Il Villaggio Foscato è un quartiere della città di Reggio Emilia, situato ad ovest del centro storico, lungo la strada per Cavriago. Venne costruito tra il 1941 ed il 1944 dall'Ente Autonomo per le Case Popolari ed intitolato in un primo momento ad Arnaldo Mussolini. Dopo la liberazione venne reintitolato alla memoria del partigiano Enrico Foscato.

### Ville
La circoscrizione comprende inoltre le Ville di Codemondo, San Bartolomeo, Cadè, Cella, Cavazzoli, Roncocesi, Gaida e Pieve Modolena.

## Circoscrizione Sud
Comprendeva le vecchie circoscrizioni 4 e 5, e aveva una popolazione di 47.606 abitanti con una superficie di 38,72 km² per una densità di 1.229,49 ab/Km²

### Baragalla
Baragalla (in dialetto reggiano La Baragâla) è un quartiere di Reggio Emilia situato lungo le vie L. Albanesi e Martiri della Bettola, l'ex strada statale del Cerreto. Il quartiere deve il suo nome alla vecchia trattoria della Baragalla.
Venendo da Reggio prima di Baragalla si incontra sulla destra una cappellina intitolata alla Madonna di Nebbiara. Edificato dalla Caselli nel 1693, al suo interno si può notare un quadro di un ignoto seicentesco raffigurante la Madonna col Bambino. Deve il suo nome ad un fatto accaduto nel XVII secolo: un reparto di soldati mercenari avrebbe perso la strada per Reggio, la loro meta, a causa di una fitta nebbia fatta calare per volere della Madonna.

### Rosta Nuova
La Rosta Nuova (in dialetto reggiano La Rosta Nōva) è un quartiere situato a sud-est del centro storico di Reggio Emilia
Suddiviso nei rioni della Rosta Nuova e della Rosta Vecchia, situata più a sud, lungo via Passo Buole, è situato ad oriente della "Strada Alta"' (via Marzabotto e via Martiri di Minozzo) e della statale per Scandiano. 
Prende il nome da un antico mulino, detto appunto "della Rosta" posto sopra il canale di Secchia.
La Rosta Nuova, costruita tra il 1957 e il 1961, fu progettata come quartiere residenziale INA - Casa dagli architetti Enea Manfredini, Franco Albini e Franca Helg, che prevedeva su un'area di 108.000 metri quadrati, la costruzione di 516 alloggi e di 38 negozi, di un campo di calcio (sede in passato della "Polisportiva Risorgimento"), di un asilo e di una scuola elementare, di un centro sociale, oggi biblioteca, e di una chiesa francescana, dedicata a Sant'Antonio di Padova.
Il quartiere fu pensato per "favorire la formazione di vincoli di comunanza e solidarietà", con ampi spazi aperti. Una serie di palazzine a tre piani in mattoni, a contatto l'una con l'altra, si allinea lungo la via principale (via Józef Wybicki e piazza Pablo Neruda), dotate di estesi portici. Le case non erano dotate di garage, non considerati in quegli anni necessari.
Tra il 1965 e il 1968 si aggiunse un secondo intervento INA-Casa, contiguo al precedente, con palazzine isolate a quattro piani (via Luciano Manara, via Mutilati del Lavoro e via Martiri del 1831). Del quartiere fanno inoltre parte edifici precedenti (via Fosse Ardeatine e via Cà Marastoni).
Nel 1972 fu aperto nel centro sociale la biblioteca decentrata Rosta Nuova. Nel quartiere si trova anche il parco "Noce Nero", all'interno del quale si trova il cinema "Rosebud", oggetto di proteste popolari contro una preannunciata chiusura negli anni novanta.

### Ville
La circoscrizione comprende inoltre le Ville di Coviolo, Rivalta, San Pellegrino, Canali e Fogliano.

## Circoscrizione Nord-Est
Faceva parte della Circoscrizione Nord-Est il territorio delle vecchie circoscrizioni 7 e 8, ad eccezione delle ville di Cavazzoli e Roncocesi e della parte del rione Gardenia situata a sud della ferrovia Reggio Emilia-Ciano d'Enza. La popolazione era di 54.923 abitanti con una superficie di 121,70 km² per una densità di 451,30 ab/Km².

### Reggiane
È l'area dove insistono le Officine Meccaniche Reggiane, storica azienda di produzione di materiale ferroviario, proiettili d'artiglieria e aerei da caccia.

### Ville
La circoscrizione comprendeva inoltre le Ville di Bagno, Castellazzo, Gavasseto, Marmirolo, Masone, Ospizio, Roncadella, Sabbione, San Maurizio,  Gavassa, Mancasale, Massenzatico, Pratofontana, San Prospero Strinati, Santa Croce e Sesso.